# Vigilius Eriksen

Änkedrottning Juliana Maria av Braunschweig-Wolfenbüttel.

Vigilius Eriksen, född 2 september 1722 i Köpenhamn, död 25 maj 1782 i Rungsted, var en dansk konstnär.
Eriksen var en av de få danskfödda målare, som under 1700-talet nådde större berömmelse. Han visades 1757–1772 i Ryssland som Katarina II:s hovmålare, samt under de sista åren åter i Köpenhamn som dansk hovmålare. Konstmuseet och konstakademin i Köpenhamn bevarar flera porträtt av Eriksen. På Kronborg hänger ett ryttarporträtt av Katarina II, målat av Eriksen.